# 自卫队
自衛隊（日语：／ Jieitai */?，簡寫稱為）是日本在第二次世界大战後至今的國家防衛部隊，成立於1954年7月1日，由陸上自衛隊、海上自衛隊、航空自衛隊等3個部門組成。全體武職人員稱「自衛官」，共25萬人，由防衛省統籌管轄、內閣總理大臣（首相）执掌最高指挥权。根据《日本國憲法》第9條，日本放棄與他國以軍事手段解決爭端的權力，因此相對於舊日本軍，自衛隊在法律上屬於準軍事組織，並非正規軍，但在事实上承担军队之国家防卫职能，同时在预算与武器装备上受到限制，不得持有如弹道导弹、航空母舰等攻擊型武器。日本在2020年時的防務支出位居於世界第9位。
自衛隊的主要功能是要維持日本「專守防衛」的自我防衛能力，而踏進21世纪後，自衛隊對於海外维和任務的參與愈來愈積極，除了參與了2002年阿富汗戰爭後的維和任務外，亦在2004年派遣「自衛隊伊拉克復興支援群」協助美伊戰爭後的重建與安全維護。因應北韓核武問題、中國軍事威脅等周邊局勢，以及日本右翼团体的呼聲，日本國內存有修改憲法第9條、並將自衛隊升格為「國防軍」的意见；日本政府也透過制定2016年施行和平安全法制，為自衛隊施行集體自衛權制定法律依据，使得自卫队得以在盟友遭到攻击时以集体自卫之名义介入冲突。

## 历史

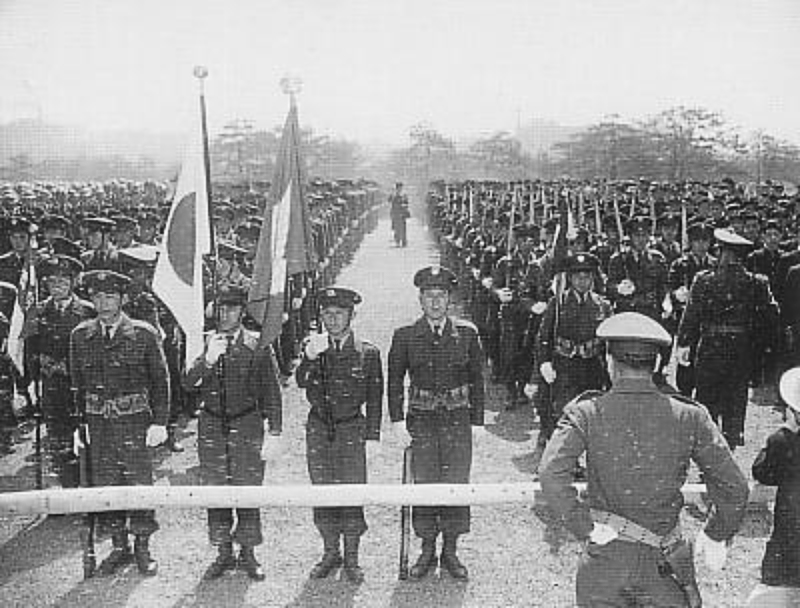
1952年，警察預備隊

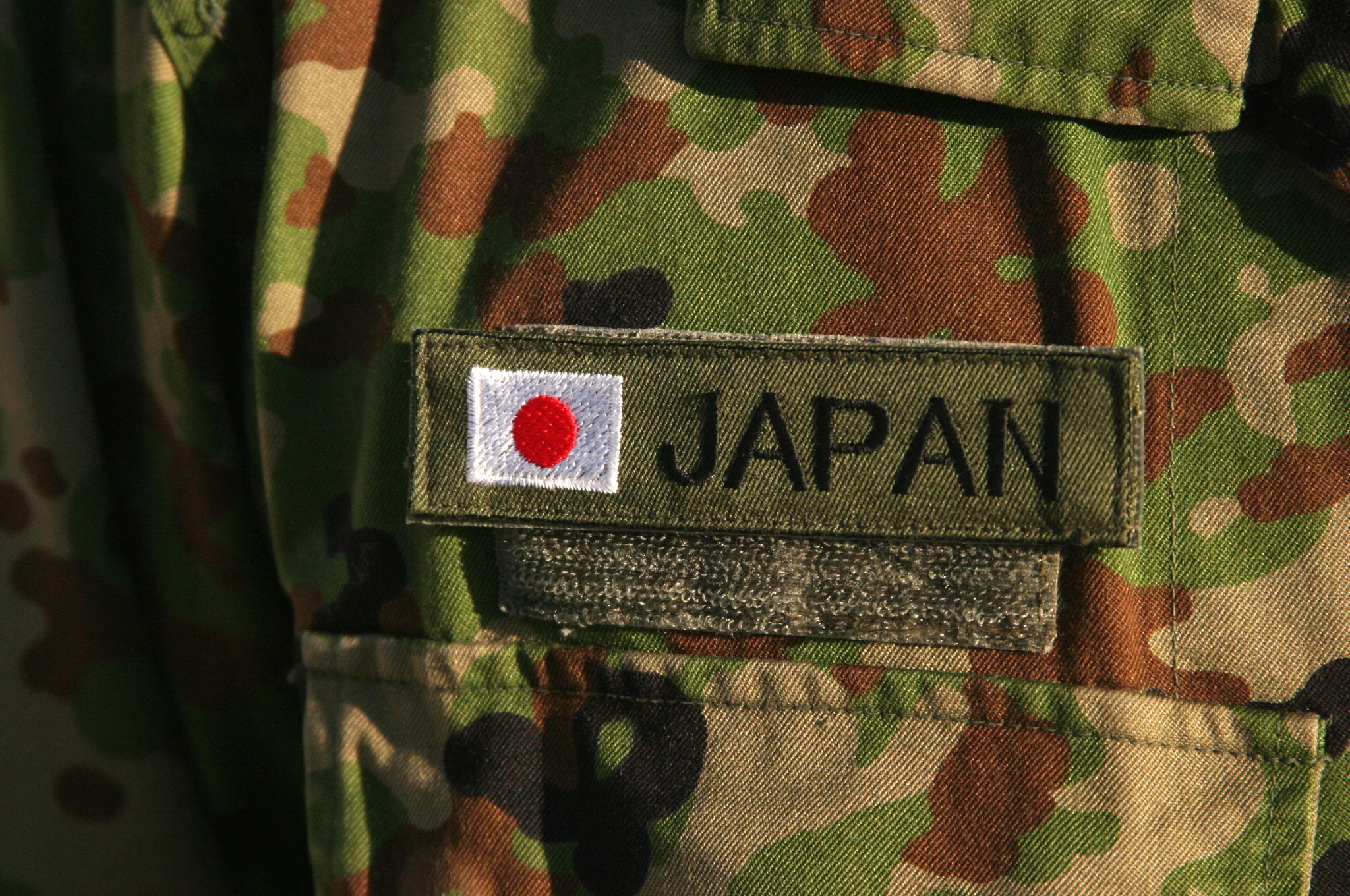
日本自衛隊的制服

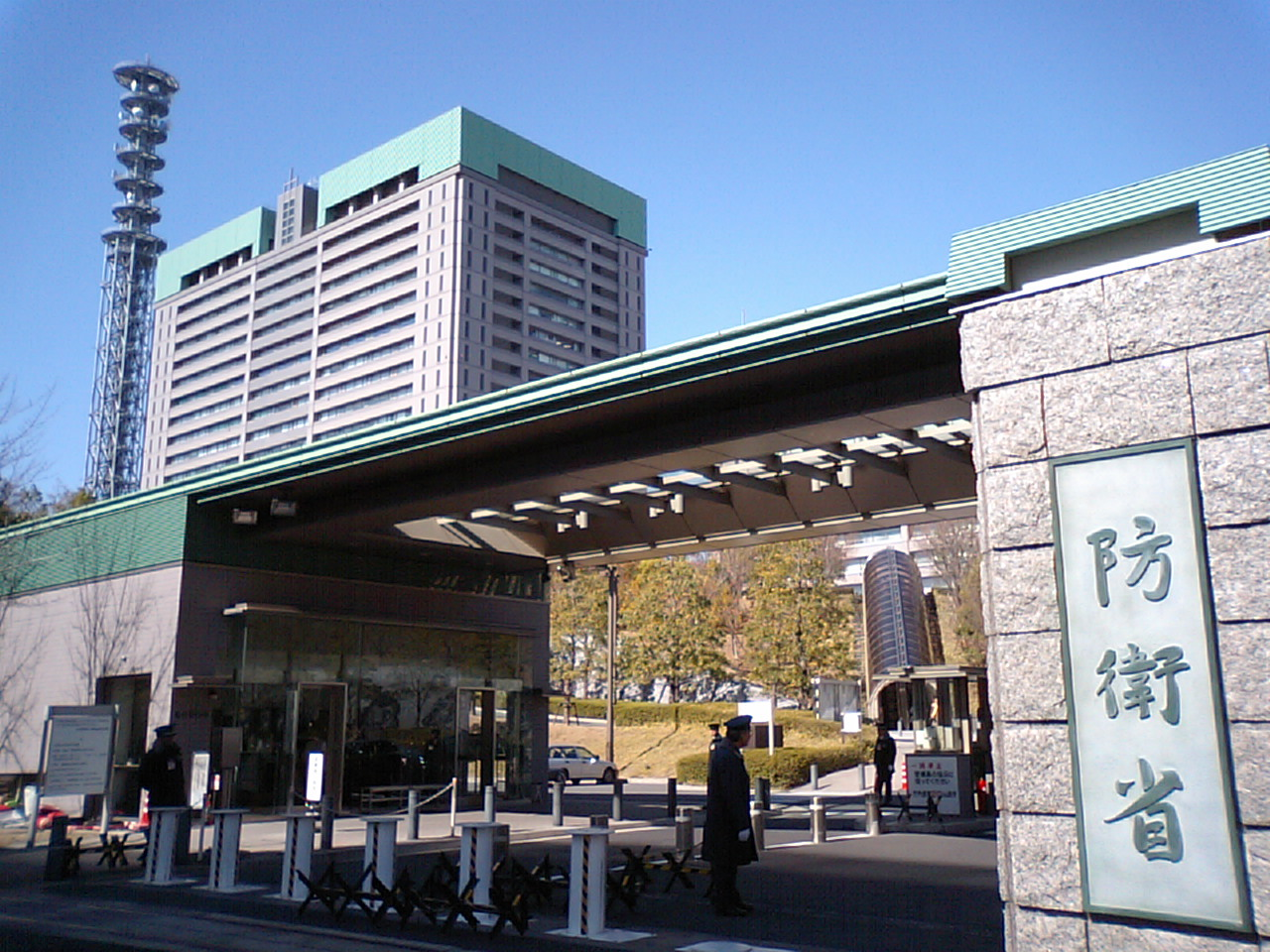
防衛省

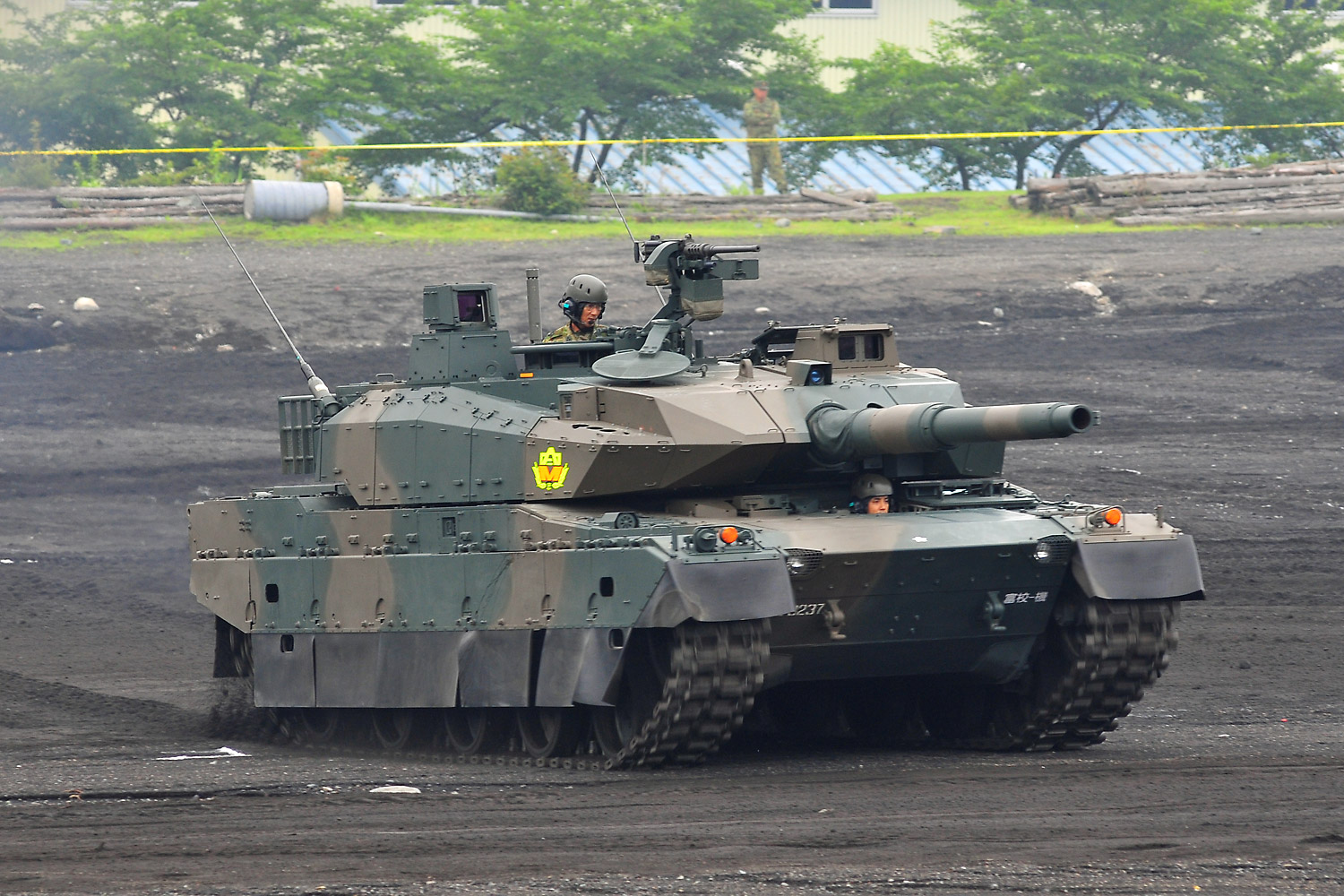
陸上自衛隊的10式坦克

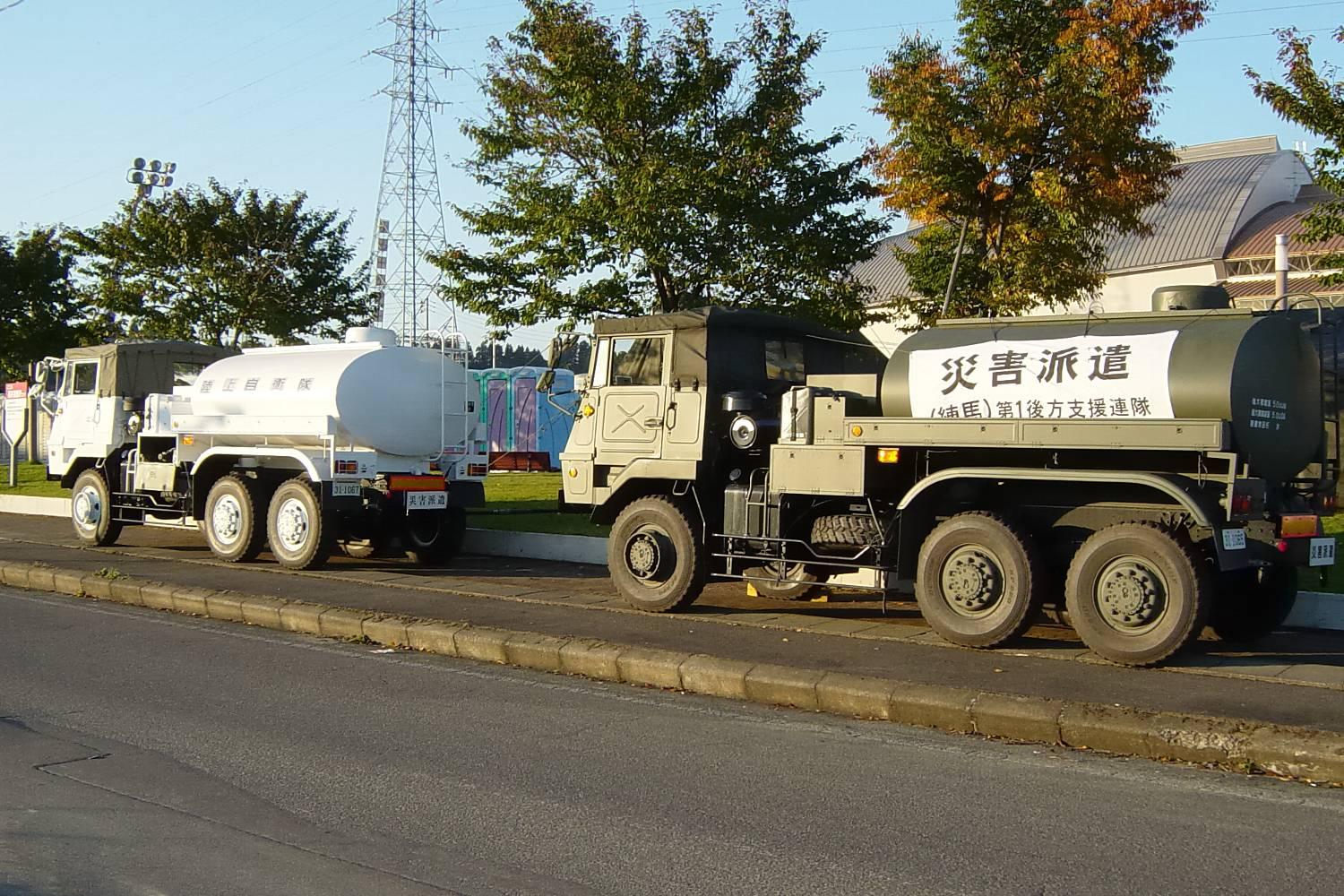
災害派遣（2007年新潟縣中越沖地震）

日本原有的國家武裝部隊為明治維新後組建的日本軍（大日本帝國陸軍和大日本帝國海軍），但隨著日本在第二次世界大戰的戰敗投降而被迫解散。1950年朝鲜战争爆发，在駐日盟軍總司令部（GHQ）的指示下，日本政府於該年8月10日组建直屬於總理府（今內閣府）的「警察預備隊」。1952年4月26日，日本政府成立隸屬於海上保安廳的「海上警備隊」，之後於同年8月1日成立保安廳，為總理府的外局，並將警察預備隊與海上警備隊統合分別改組為保安廳統轄的「保安隊」與「警備隊」。這兩個治安部隊，實際上都具有準軍事組織的性質。至1954年7月1日，日本政府將保安廳改組為防衛廳，同時成立由防衛廳管轄的自衛队，分為陸上自衛隊（保安隊改編）、海上自衛隊（警備隊改編）、航空自衛隊（新設置）。
朝鲜战争期间，日本作为美军战略后勤军备基地为美军提供了大量物资装备，还有一定数量的日本人以“軍屬”（Houseboy）的名义随美军到朝鮮半島的战场上，担任后勤、扫雷等任务。冷战时期，日本自衛队主要根据日美安全保障条约辅助美军行动。1970年代，日本确立了“重视海空军，海上歼敌”的指导思想，大力发展海上军事力量。1990年代之后，日本自衛队逐渐开始增加独立军事行动，並且开始向海外派員參與任務。
2005年11月22日，日本當時执政的自民党在东京举行建党50週年纪念大会，正式公布所提出的修宪草案。草案的核心内容是抛弃了现行宪法中日本不得拥有陆海空三军等武装力量的规定，要求将日本自衛隊升格為“國防軍”，并规定“國防軍”可以作為“确保国际和平而展开国际合作活动”。
2006年3月27日，日本自衛队成立统合幕僚监部（相當於參謀本部），取代過去的統合幕僚會議（相當於參謀長聯席會議），开始执行新的作戰體系。此前，陆海空三个自衛队分别由各自的幕僚长（相当于参谋长）分别进行指挥，同时辅助防卫厅长官工作。在新的體系下，陸海空各部队的幕僚长将辅佐统合幕僚长（參謀總長）指挥部队。同年6月20日，時任內閣總理大臣小泉纯一郎正式宣布从伊拉克撤出陆上自衛队，但他也同时强调将扩大航空自衛队在伊拉克的活动范围，承担更多的责任。
2007年1月9日，防衛廳正式升格為防衛省，廳長改稱大臣，并成為日本中央省廳之一。同年3月28日，陆上自衛队的中央快速反应部队正式成立，由反恐特战部队、机动部队第一直升机团和国际活动教育部队组成。
2013年3月，有中國傳媒報道指日本政府在“国内生产核武器的可能性内部报告”中认为“从核设施、核技术、核材料来看日本研制成功核武器没有任何障碍”，又計算指六个所核燃料后处理厂年产钚量能够制造2,000枚核武器，報導更指有专家認为日本「已经在秘密制造数枚近百万吨TNT当量的核武器」。日本在2013年10月22日聯合國大會裁軍與國際安全會議上正式加入並發表有關「不使用核武」的聯合聲明，聲明提及「不論在於什麼情況都不得使用核武」。國際原子能總署署長天野之彌表示，日本所有的鈽都在國際原子能總署的核保障下，總署定期在全世界各地的核能電廠和相關設備的國家檢查核能設施，但這當中也包含日本。日本也向美國歸還了1批鈽原料。
由於日本與美軍合作相當緊密，在軍事能力上位居世界前列，日本製造的武器品質上乘而且科技先進，但由於憲法規定日本武器不得出口給其他國家，使得日本武器價格一直昂貴，因此日本在2013年推动修改「武器出口三原则」，希望突破軍火供銷與国际軍備研發的限制，以提高战斗机及防卫装备的性能和解决研发费用上涨等问题，管控防衛裝備的数量再进行严格审查，即訂定「防衛裝備移轉三原則」來明確的監督管理以應對現今的軍事環境並符合國防上的安全保障。
2022年12月，日本政府在《国家防卫战略》中，写入新设“统合司令部”的相关内容。2023年1月，日美举行外交和防务政府负责人的“2+2”会谈，会后双方发表的共同文件中也提到，日本决定新设“统合司令部”，以统一指挥陆海空自卫队。2月6日，政府已决定在东京市谷设立一个常设统合司令部，统一指挥陆海空自卫队。
2025年3月24日，統合作戰司令部成立，由航空自衛隊南雲憲一郎空將，出任首任統合作戦司令官。

## 构成
雖然日本的虛位元首為天皇，但二戰後的日本國憲法法定，天皇不再是名義上與實質上的武裝力量最高統帥。
現今自衛队是由内阁总理大臣（首相）為名義上與實質上的總司令，管理则由防卫省负责。整個自衛隊分為陆上自衛队、海上自衛队、航空自衛队，一個定位类似美國聯合作戰司令部的統合作戰司令部，以及类似參謀本部的統合幕僚監部。其他的國防相關機關则有自衛队医院、防卫大学校、防卫研究所等。

### 陸上自衛隊

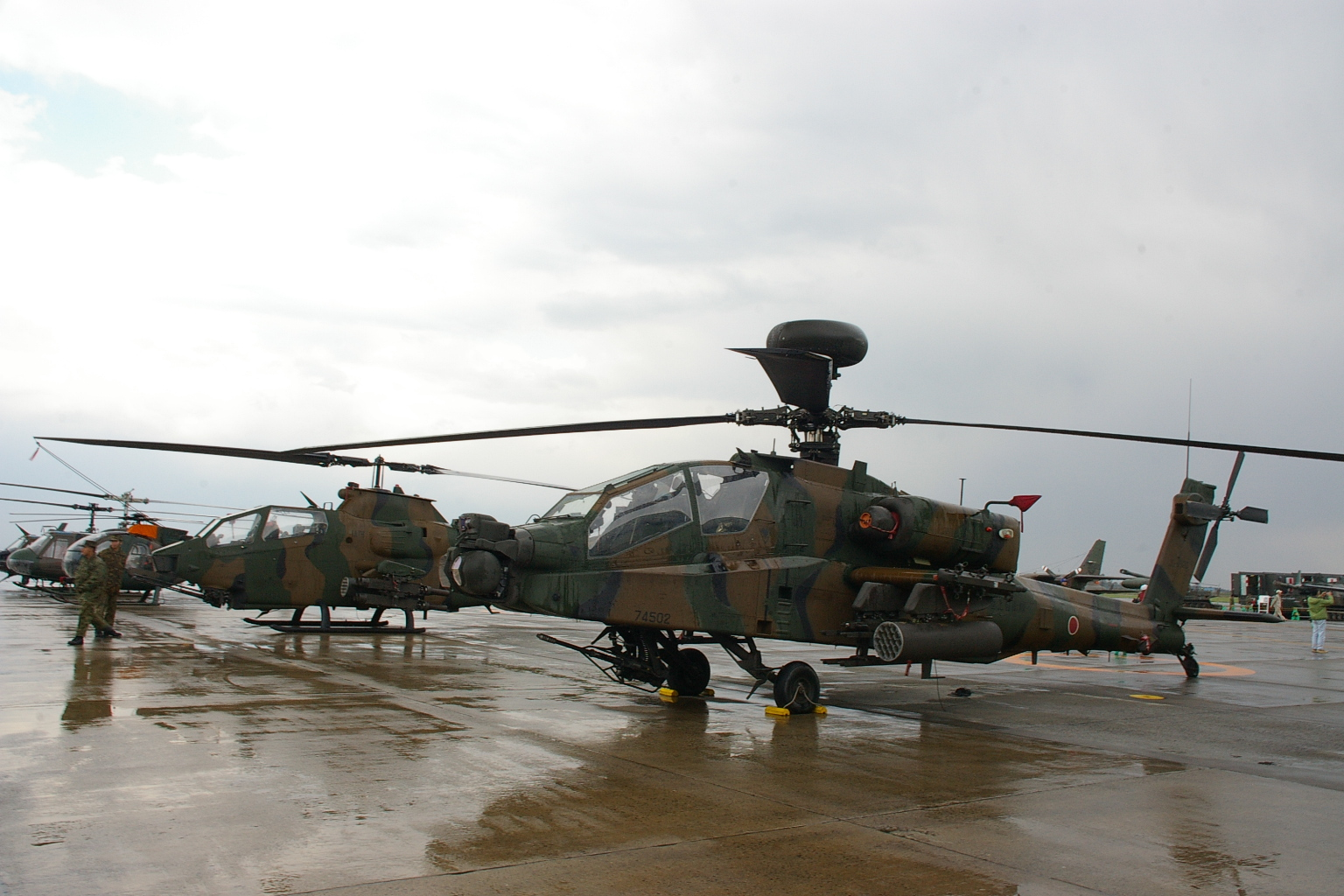
陸上自衛隊的AH-64D阿帕契直升機及AH-1S超級眼鏡蛇直升機

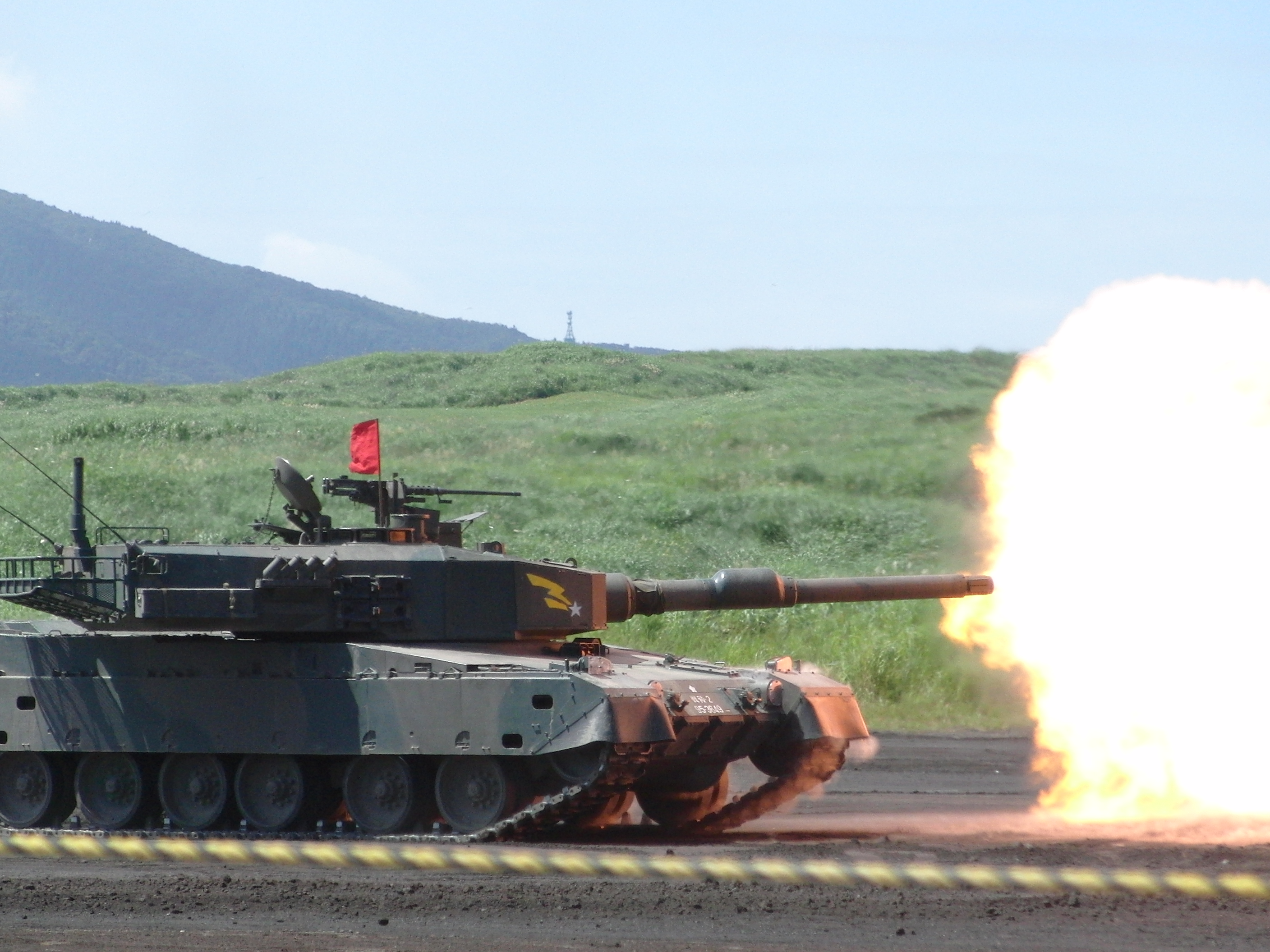
陸上自衛隊的90式主戰坦克

陸上自衛隊採用世界各國陸軍的組織建制。日本陸上自衛隊主要之任務是用於防止海外勢力的登陸作戰計劃，因此戰力相對薄弱，近年來還有高齡化等問題存在。主要的配備有：坦克、装甲車、榴彈砲、反坦克火箭、反坦克导弹、直升機、陸基反艦飛彈、地對空飛彈等防衛性武器。

### 海上自衛隊

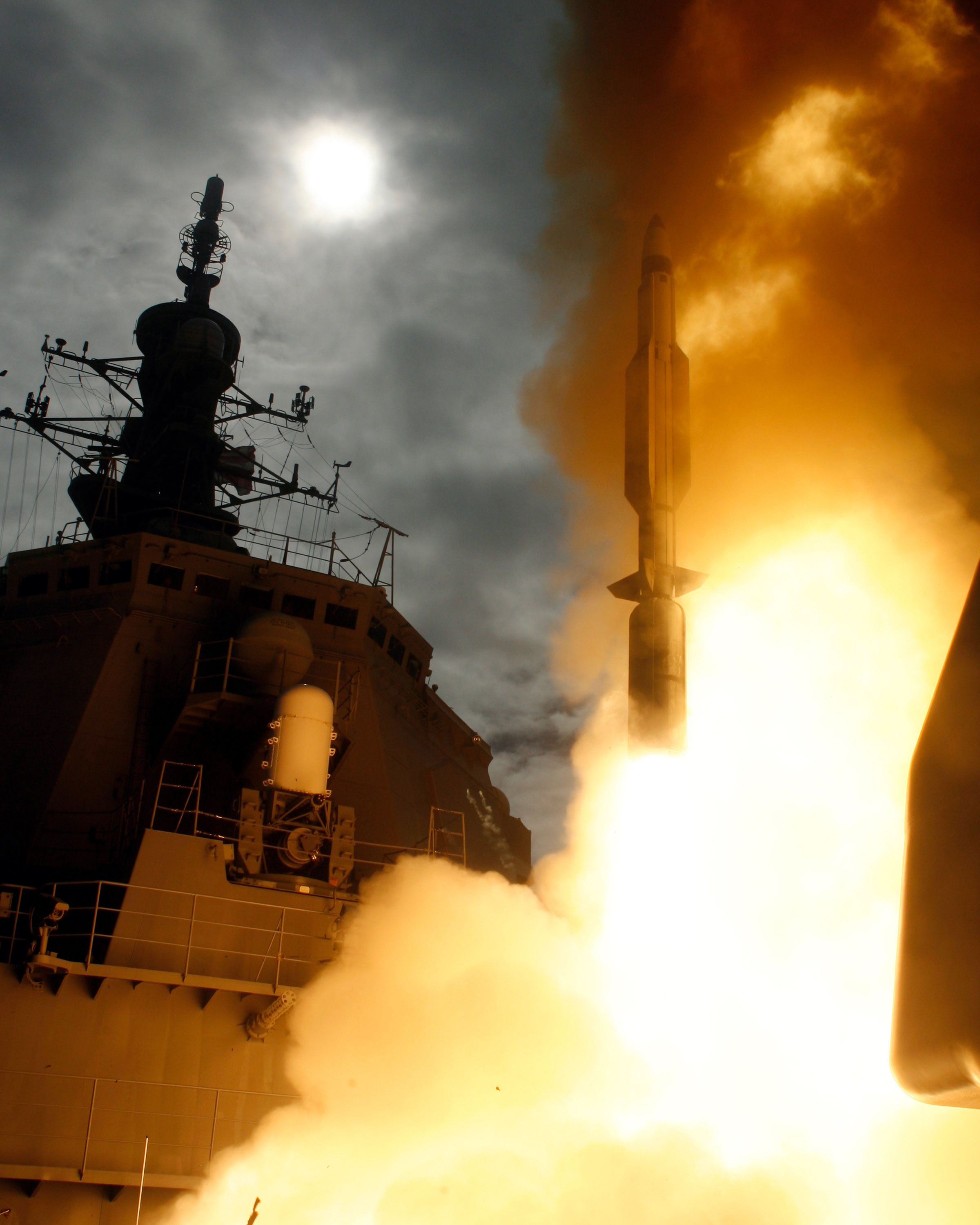
海上自衛隊的金剛型護衛艦發射SM-3標準三型飛彈（2007年）

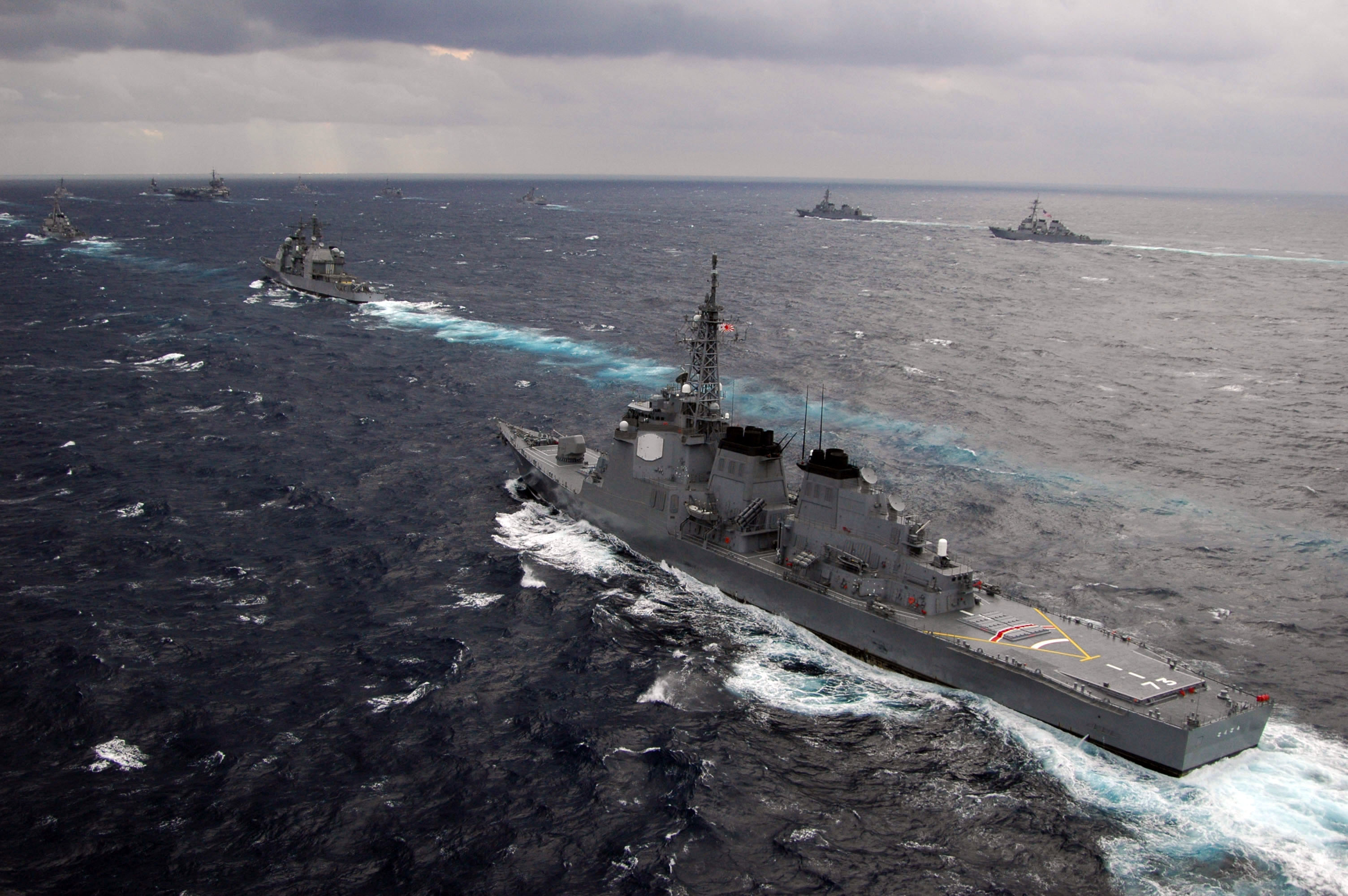
海上自衛隊的金剛型護衛艦

海上自衛隊採用世界各國海軍的組織建制。目的是防止海上有侵略者、對於海上交通的艦船、航空機、潜水艦予以嚇阻，確保海上交通安全。主要配備有護衛艦（包含直升機航空母艦、飛彈驅逐艦、驅逐艦、巡防艦）、潛艦、布雷艇、运输舰、補給艦、飛彈快艇、反潜机、反潛直昇機等武器，當中直升机護衛艦队以及两栖登陆舰具备登陆作战能力。至2013年，日本海上自衛队拥有舰艇数量超过150艘，飞机数量超过340架，具有强大的反潜护航作战和远洋机动作战能力，其反潜和扫雷作战能力居世界前列。同时，日本拥有一支强大的直升机護衛舰队與两栖登陆舰，具备登陆作战能力。日本自衛隊的水面作戰艦艇与潜艇更新换代十分快速，艦艇的平均服役年龄不超过15年。同时采取“一退一进”的手法，以新舰艇置换旧舰艇服役，并将旧舰艇封存，以备战时使用。日本多个造船厂拥有制造大型军舰的能力，年造船能力达1,800万吨。日本海上自衛队拥有两艘排水量1.395万吨的日向級直升機護衛艦和兩艘排水量1.95万吨的出雲級直升機護衛艦。據中國媒體報道，當中於2015年服役的出雲級直升機護衞艦和較早前的日向級直升機護衞艦一樣，擁有類近航空母艦的平頂甲板，可搭載直升機，但不適合戰機升降，不過由於具有强大的超视距投送能力、两栖投送能力和反潜能力，因此战斗力被認作為相等于中小型艦艇航母。日本防衛省表示「雖然艦上甲板也能提供戰機垂直起降，不過由於有違反我們『專守防衛』的政策，因此並沒考慮利用出雲護衛艦進行戰鬥機的起降」。

### 航空自衛隊

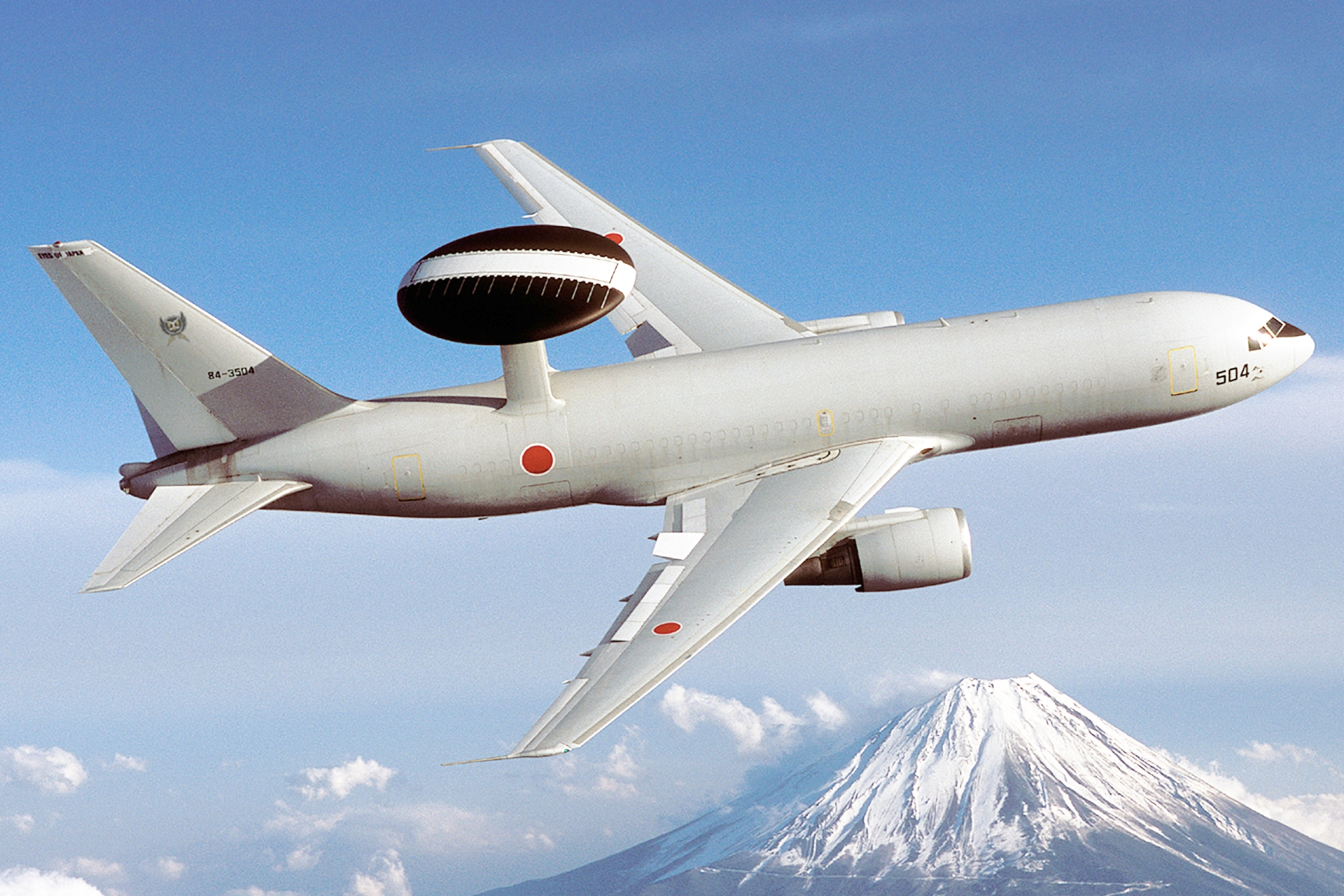
E-767空中預警機

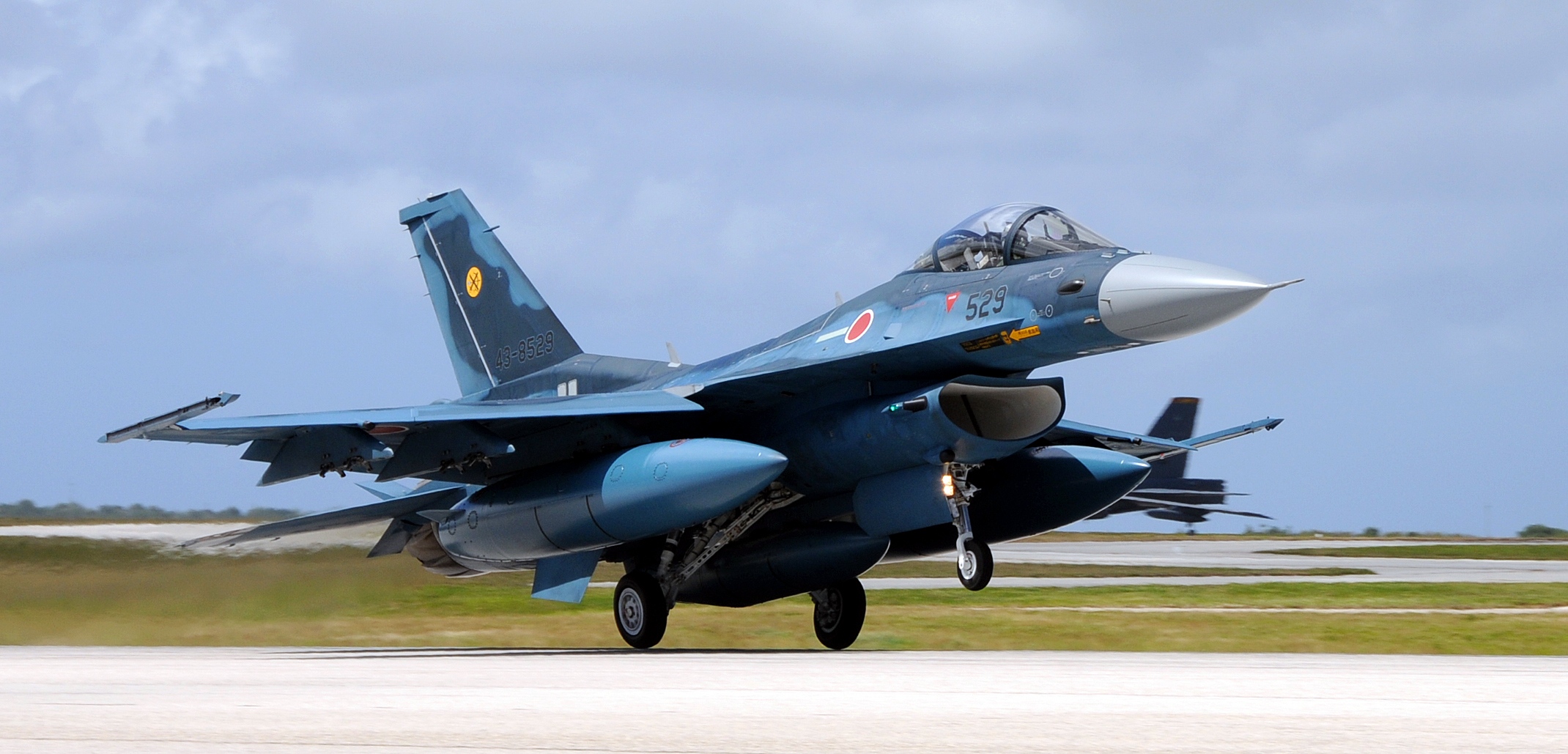
日本自製的F-2戰鬥機

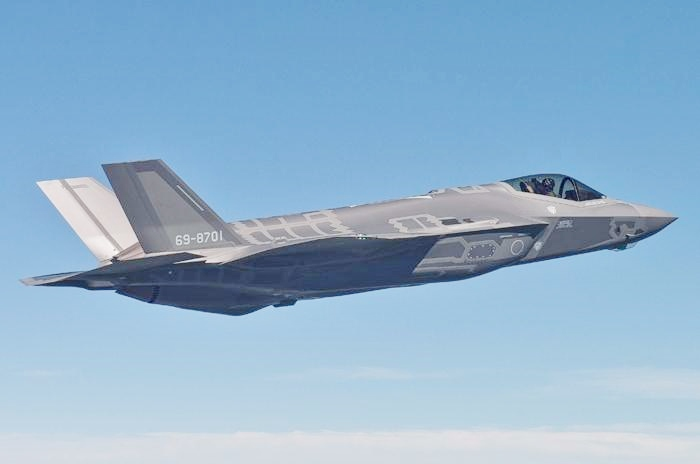
F-35閃電II戰鬥機

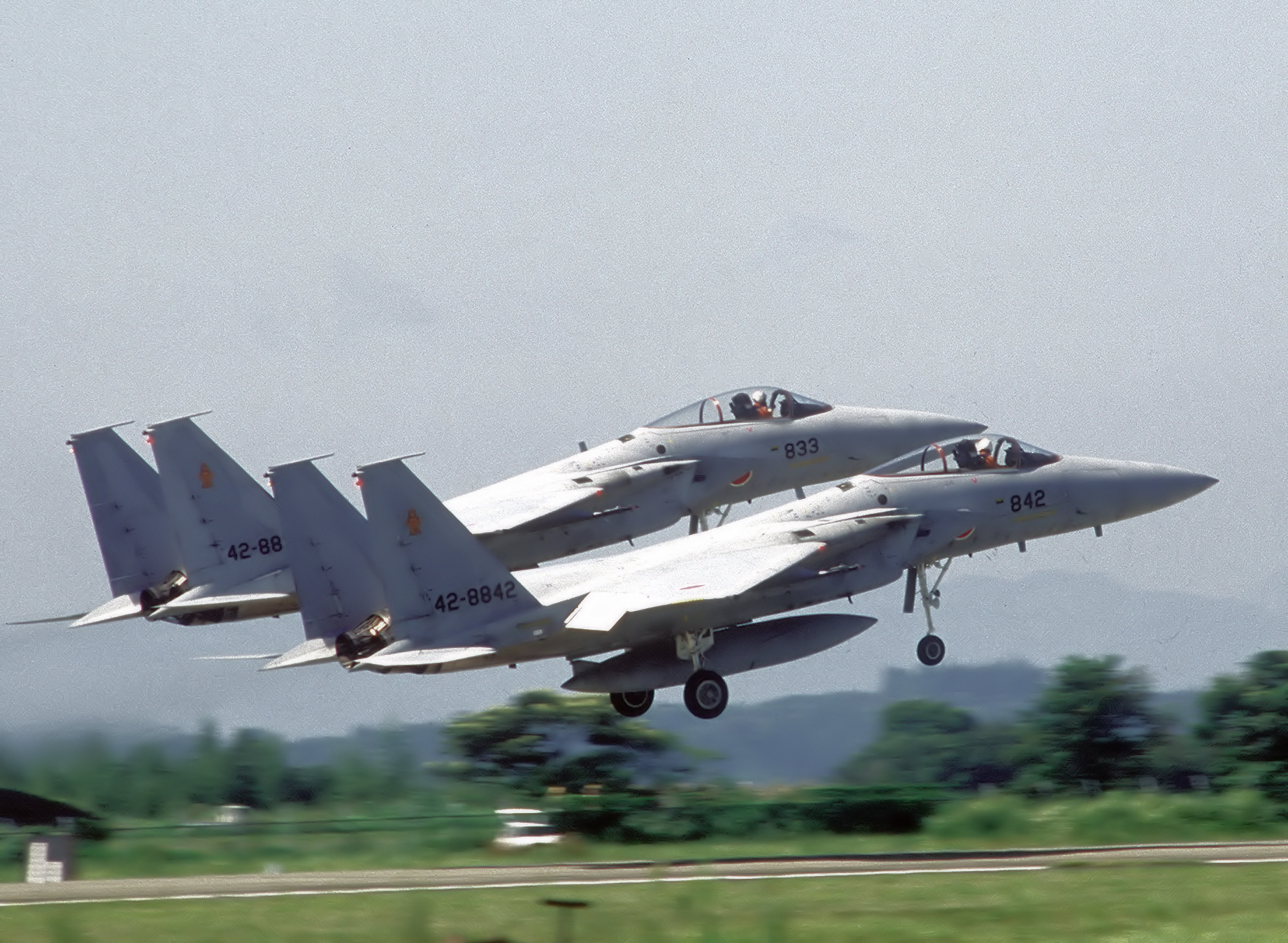
航空自衛隊的F-15J戰鬥機

航空自衛隊採用世界各國空軍的組織建制。平時在日本周邊的空域上方警戒監視、對於領空内不法侵入的航空機採取對領空侵犯措施（如空中警察行動）災害派遣、國際緊急援助隊業務等。主要任務是防空，即航空優勢的確保、航空阻止，即對於侵入者陸海戰力的阻止、以及近接航空支援，即海上自衛隊和陸上自衛隊的空中支援。主要配備有隱形戰機、戰鬥機、支援戰鬥機、偵察機、运输机、预警机、教練機、愛國者飛彈，未來會將現有的空中加油機機隊進行擴編。

## 任务与活动
- 防衛出動（日语：防衛出動）
- 治安出動
- 海上警備行動
- 國民保護等派遣
- 災害派遣
- 海外派遣（日语：自衛隊海外派遣）（如自衛隊派遣伊拉克、日本自卫队驻吉布提据点）
- 聯合國維持和平任務等[22]

## 防衛交流

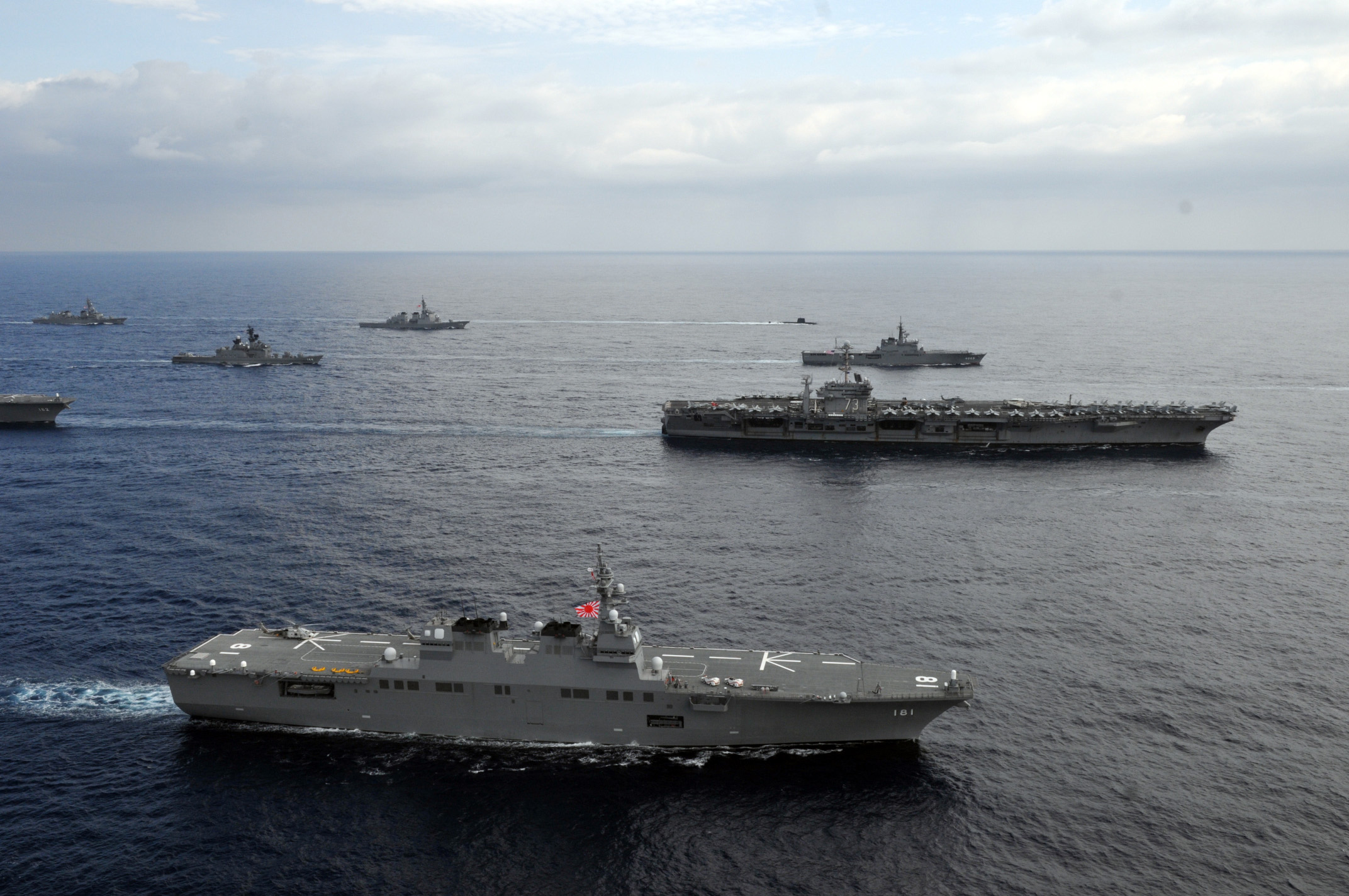
日向號護衛艦（前景）喬治·華盛頓號航空母艦（後景）

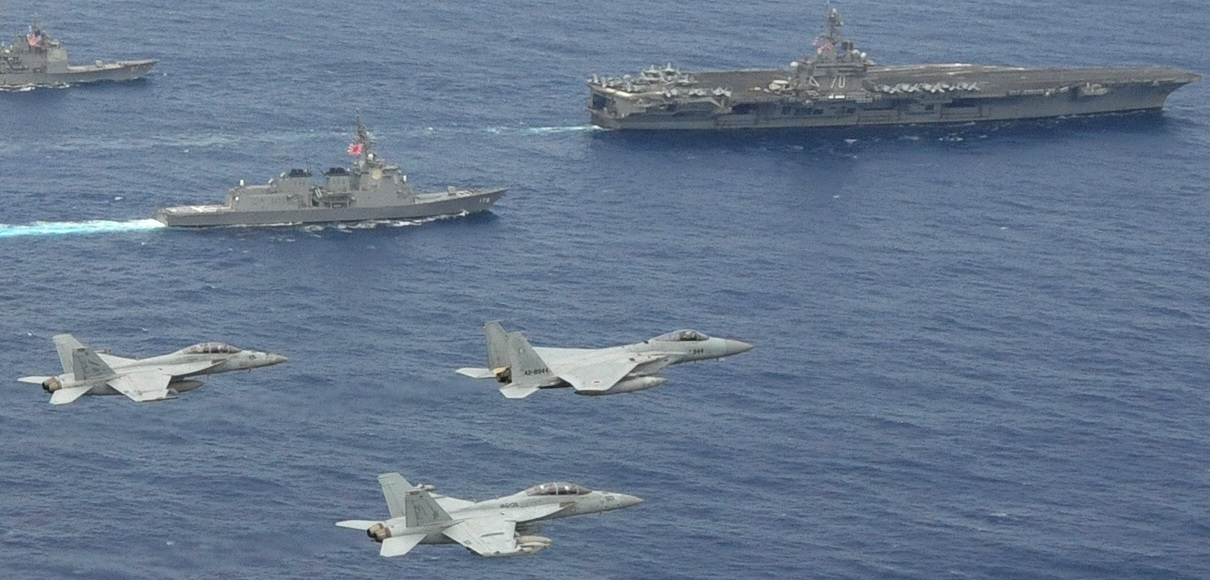
卡爾·文森號航空母艦、足柄號護衛艦、F-15J戰鬥機（前機）、F/A-18E/F超級大黃蜂式打擊戰鬥機（後２機）

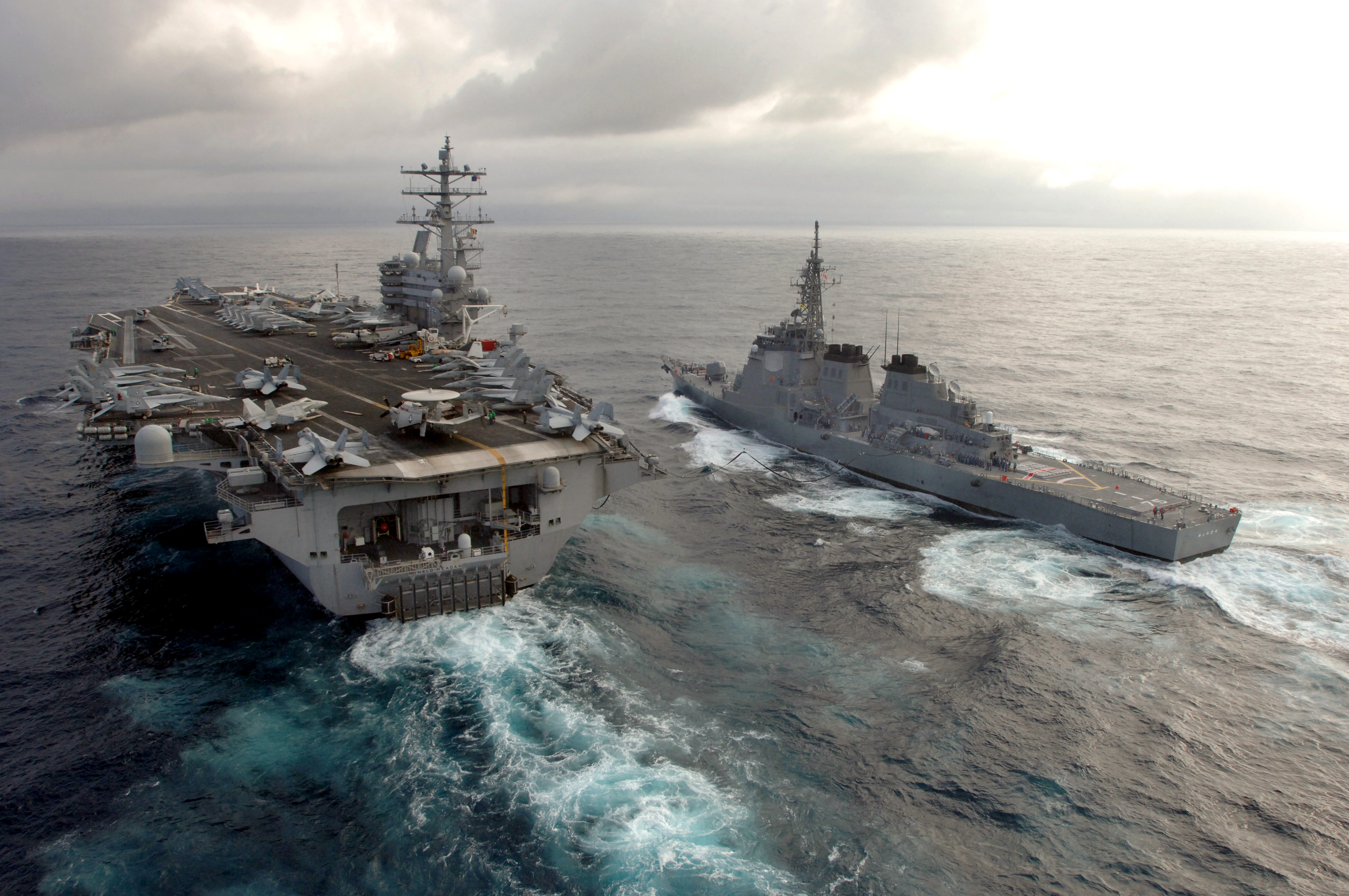
美國海軍隆納·雷根號航空母艦（左）的金剛型護衛艦（右）加油。

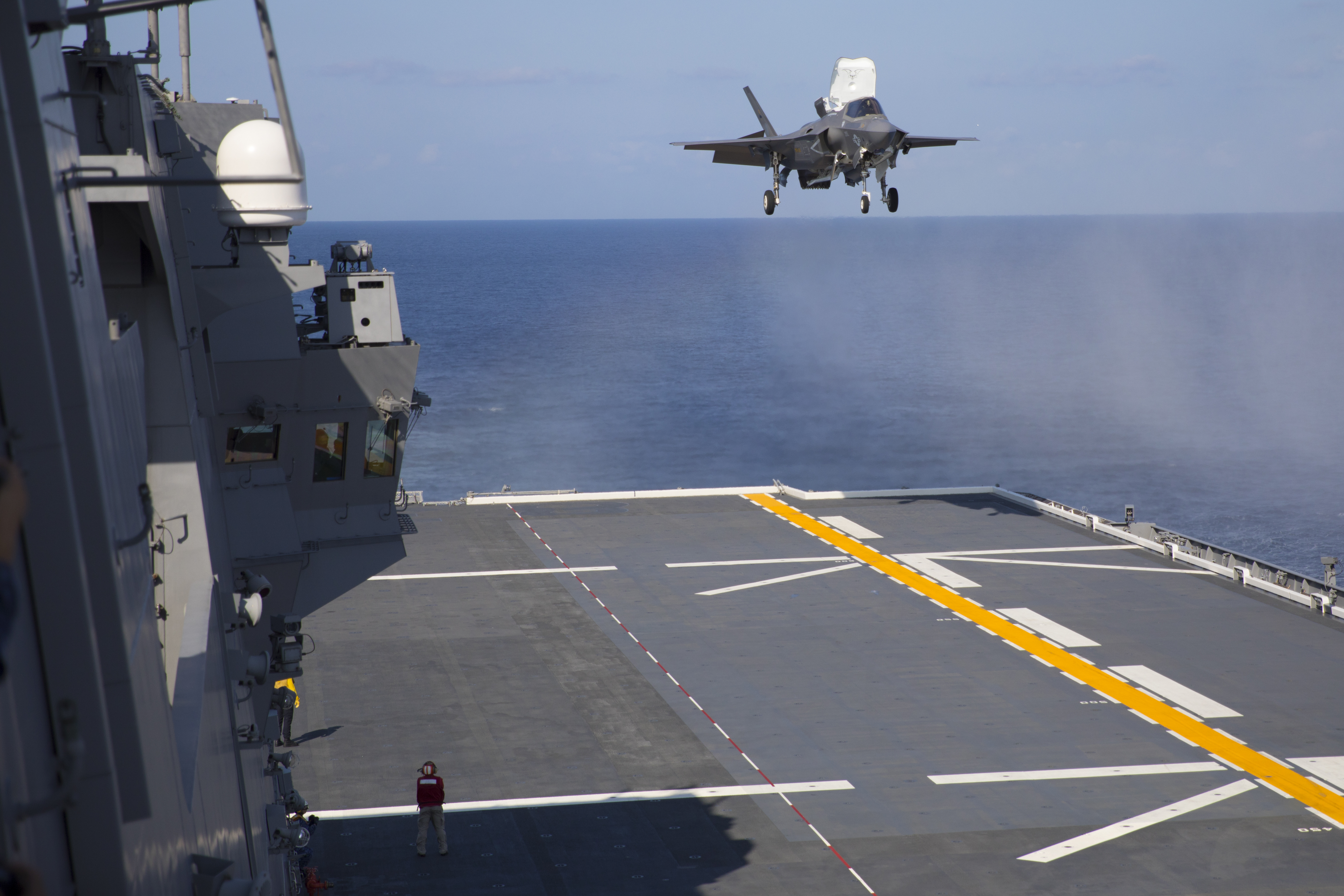
出雲號飛行甲板於2021年完成的新塗裝和標線，供美國海軍陸戰隊的F-35B戰鬥機進行試降，攝於2021年10月

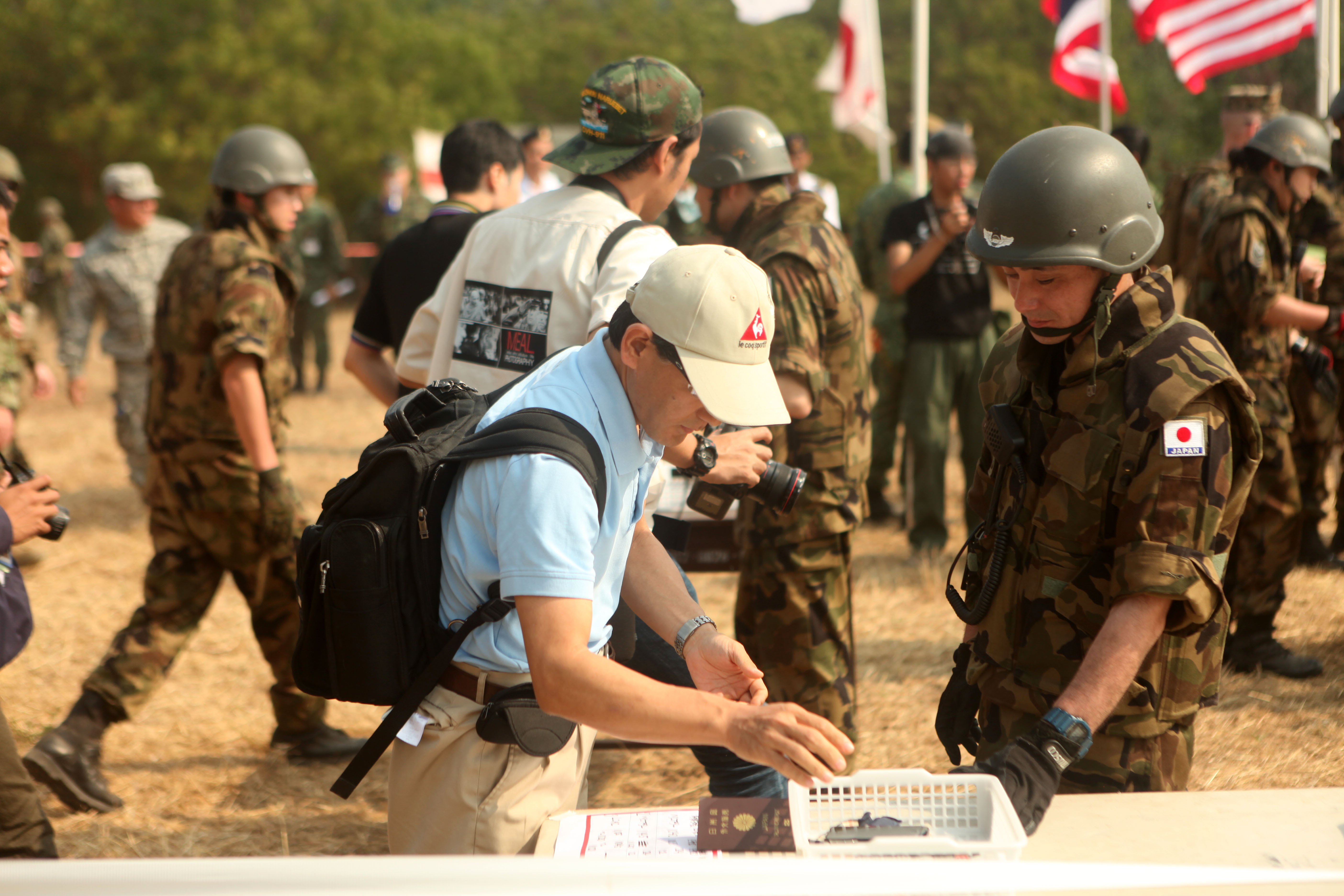
日本自衛隊在泰國與美國海軍陸戰隊參與演習（2011年）。

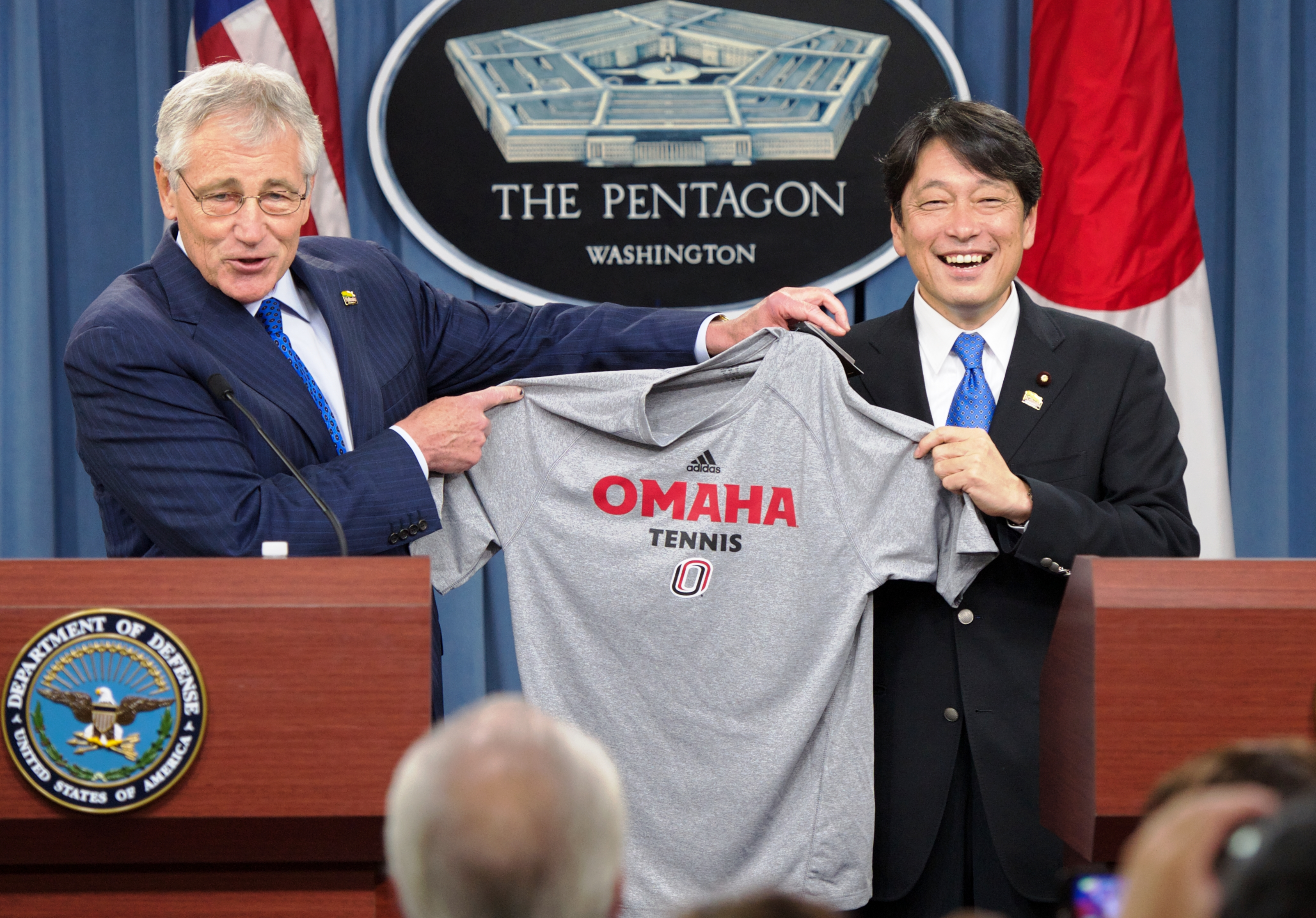
美國國防部長、日本防衛大臣會談

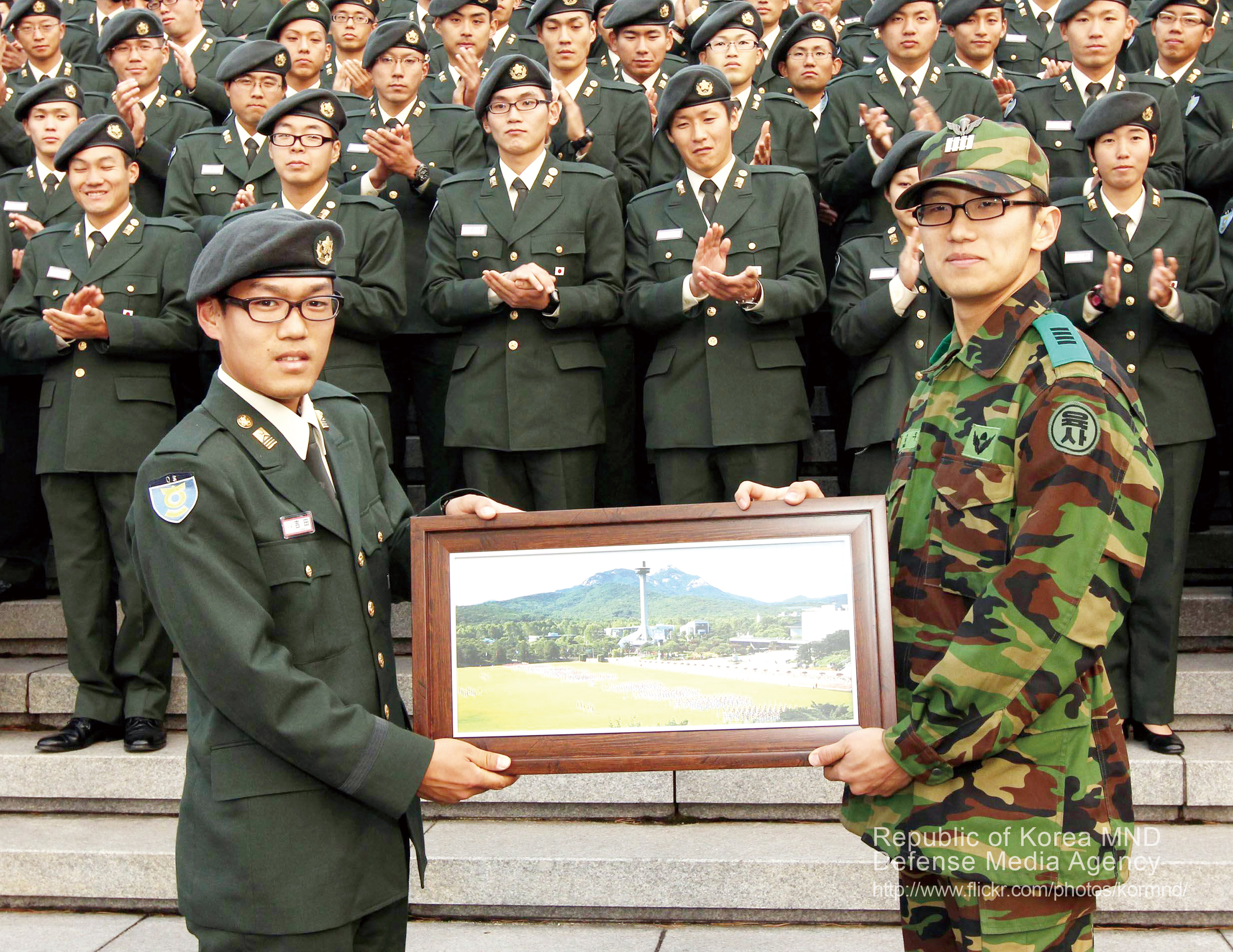
自衛隊幹部候補生訪問韓國陸軍官校（2010年）。

### 日美關係
在二戰之後，日本與美國簽訂美日安保條約，宣示兩國將會共同維持與發展武力以聯合抵禦武裝攻擊及同時作為援助他國軍隊的後勤支援對應。

### 日中關係
2007年4月11日，日本首相安倍晋三與中華人民共和國國務院總理温家寶共同發表防衛交流並聲明「加強两國防務當局的聯絡機制，以防止發生海上不測事态。」
2007年12月，中國人民解放軍海軍艦艇深圳号驅逐艦赴日訪問。
2008年6月，日本軍艦漣波號回訪。
2009年8月，日本宣布駐軍沖繩縣與那國島。
2019年4月23日，日本秋月级護衛艦“凉月”号（117）參加了中國人民解放軍海軍建軍70週年在山東青島召开的國際海上閱兵式。

### 日韓關係
自1994年開始，雙方有派遣艦隊互相交流計劃，此外也進行過人員互訪。

### 日印關係
印度海軍艦艇於1969年開始進行訪日的行動，2007年美、日、印三國有海艦軍事演習活動。

### 北约合作
2022年11月，日本加入北约合作网络防御卓越中心成员，作为应对武装冲突期间与中心成员进行技术支援和信息交流的合作伙伴。

## 军衔
自衛隊的編制與世界各國的軍隊階級制度大同小異、憲法第九條詳列軍隊的目的。
- 「将」與各國的中将相當，但是各幕僚長與統合幕僚長的將階級規章有顯著的差異、與世界各國的上将（舊日軍大將）類似。
- 「将補」與各國的少将相當、這個職位又可再分成「将補（一）」「将補（二）」。
- 「佐」相當於校官，「1佐」「2佐」「3佐」分別與上校（舊日軍大佐）、中校（舊日軍中佐）、少校（舊日軍少佐）相當。
- 「尉」相當於尉官，「1尉」「2尉」「3尉」分別與上尉（舊日軍大尉）、中尉、少尉相當。
- 平成20年度對於是否新設「上級曹長」的階級提出檢討。
- 「曹長」「1曹」「2曹」「3曹」與士官長、上士（舊日軍曹長）、中士（舊日軍軍曹）、下士（舊日軍伍長）相當。
- 「士長」「1士」「2士」與上等兵、一等兵、二等兵相當。陸士簽約二年（一部的技術系是三年、以後改二年）、海士和空士是三年（以後二年）的任期制、一般曹候補学生的升等以二年為一期。
- 至於一般曹候補学生和曹候補士是平成19年度（2007年）分最後的採用、平成20年度（2008年）開始實施一般曹候補生。最快2年9月，最晚7年內可以升等。

| 区分 | 区分 | 区分 | 陸上自衛隊 | 海上自衛隊 | 航空自衛隊 |
| ---- | ---- | ---- | ---------- | ---------- | ---------- |
| 幹部 | 将官 | 将   | 陸将       | 海将       | 空将       |
| 幹部 | 将官 | 将補 | 陸将補     | 海将補     | 空将補     |
| 幹部 | 佐官 | 一佐 | 一等陸佐   | 一等海佐   | 一等空佐   |
| 幹部 | 佐官 | 二佐 | 二等陸佐   | 二等海佐   | 二等空佐   |
| 幹部 | 佐官 | 三佐 | 三等陸佐   | 三等海佐   | 三等空佐   |
| 幹部 | 尉官 | 一尉 | 一等陸尉   | 一等海尉   | 一等空尉   |
| 幹部 | 尉官 | 二尉 | 二等陸尉   | 二等海尉   | 二等空尉   |
| 幹部 | 尉官 | 三尉 | 三等陸尉   | 三等海尉   | 三等空尉   |
| 准尉 | 准尉 | 准尉 | 准陸尉     | 准海尉     | 准空尉     |
| 曹士 | 曹   | 曹長 | 陸曹長     | 海曹長     | 空曹長     |
| 曹士 | 曹   | 一曹 | 一等陸曹   | 一等海曹   | 一等空曹   |
| 曹士 | 曹   | 二曹 | 二等陸曹   | 二等海曹   | 二等空曹   |
| 曹士 | 曹   | 三曹 | 三等陸曹   | 三等海曹   | 三等空曹   |
| 曹士 | 士   | 士長 | 陸士長     | 海士長     | 空士長     |
| 曹士 | 士   | 一士 | 一等陸士   | 一等海士   | 一等空士   |
| 曹士 | 士   | 二士 | 二等陸士   | 二等海士   | 二等空士   |
| 曹士 | 士   | 三士 | 三等陸士   | 三等海士   | 三等空士   |

## 脚注

## 相關文化作品
- 蒼藍鋼鐵戰艦
- 奇幻自衛隊
- 高校艦隊
- 戰國自衛隊
- 飛翔公關室
- 次元艦隊
- 正宗哥吉拉
- GIGANTIS-ジャイガンティス-[1]